# Geschiedenis van België
De geschiedenis van België begint officieel in 1830, na de scheiding van het Verenigd Koninkrijk der Nederlanden, de oprichting van de zelfstandige constitutionele monarchie België en de erkenning van deze staat door diverse grote mogendheden. Het ontstaan van een Belgische publieke discours en de kiemen van de 19e-eeuwse politieke partijen situeerden echter reeds in de 18e eeuw, met de Brabantse Omwenteling. Het duurde tot 1839 dat Nederland het verlies van België erkende. Het koninkrijk verwierf in 1908 de kolonie Congo, toen de Belgische regering met het koloniaal charter het persoonlijk bezit van koning Leopold II, Congo-Vrijstaat afpakte.
Tijdens beide wereldoorlogen leefde België onder de Duitse bezetting. In 1919, na de Eerste Wereldoorlog, werd het Belgisch grondgebied in het oosten vergroot met een klein stuk Duitsland, de Oostkantons ofwel Eupen-Malmédy-Sankt Vith, tegenwoordig Oost-België met ruim 70.000 Duitstalige Belgen. Vlaanderen kende na de Tweede Wereldoorlog een groeiende economische welvaart, terwijl de traditionele zware industrie in Wallonië teloorging, en de Europese eenwording tot stand kwam, met Brussel als een belangrijke zetel van Europese instellingen. Groeiende verschillen tussen Vlamingen en Franstaligen leidden tot steeds meer wettelijke hervormingen. Na de officiële vastlegging van de taalgrens in 1963 vielen de toenmalige politieke partijen (christendemocraten en liberalen, als laatsten de socialisten) uiteen in Vlaamse en Franstalige zusterpartijen. De unitaire staat werd in 1980 een federale staat, met drie gewesten en drie gemeenschappen. Voor elk van deze entiteiten werden er parlementen en regeringen gecreëerd.
Politieke meningsverschillen tussen de gewesten (Vlaanderen, Brussel, Wallonië) en conflicten op federaal niveau hebben geleid tot verreikende hervormingen van de oorspronkelijk unitaire Belgische staat tot een federaal land, een proces dat na diverse staatshervormingen nog niet voltooid is, wat op termijn zou kunnen leiden tot een vorm van confederalisme of zelfs tot de splitsing van het land. Met name het nationalistische deel van de Vlamingen streeft naar een onafhankelijke Vlaamse staat, een vorm van separatisme.

## Prehistorie

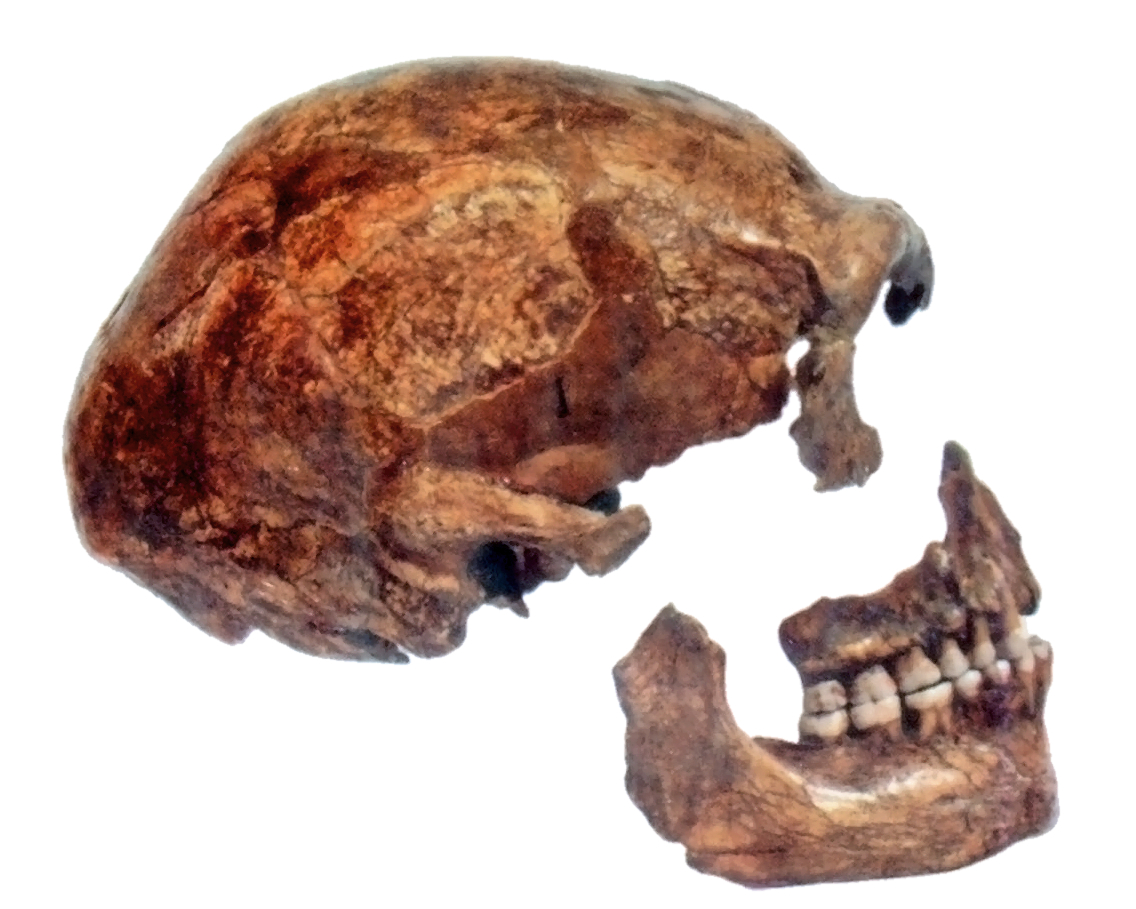
Neanderthalerschedel gevonden in Spy

### Paleolithicum

#### Vroegpaleolithicum
Vuurstenen werktuigen van jagers en vissers dateren van circa 500.000 v.Chr.

#### Middenpaleolithicum
Archeologische vondsten bewijzen dat in het pleistoceen Noordwest-Europa werd bewoond door de neanderthalers. Deze leefden in een periode waarin warmere perioden werden afgewisseld met koudere perioden (glacialen). Tijdens deze glacialen breidden de poolkappen enorm uit, in die mate zelfs dat zij tijdens het hoogtepunten van deze ijstijden zelfs delen van de Lage Landen bedekten. In de warmere tussenperioden zoals het eemien werd de poolwoestijn vaak vervangen door bossen. De zeespiegel lag echter in deze warme periodes ook een stuk hoger, waardoor delen van de Lage Landen onder water lagen. De laatste van deze ijstijden was het weichselien (116.000 - 11.700 jaar BP). Tijdens deze periode zag het land eruit als een toendra, of poolwoestijn tijdens de koudste stadialen.

#### Laatpaleolithicum
Tijdens de laatste ijstijd, vanaf 40.000 jaar BP, vestigde de moderne mens zich in Noordwest-Europa. Op verschillende plaatsen zijn vondsten van vuursteenindustrieën uit de periode 40.000 - 12.000 jaar BP gevonden. Naast onze soort zijn neanderthalers nog gedurende het grootste deel van het weichselien in Europa aanwezig geweest. Zij verdwenen grotendeels ongeveer 30.000 jaar geleden, tijdens de laatste ijstijd.
Het laatpleniglaciaal (ongeveer vanaf 29.000 jaar geleden) was een lange periode van extreme afkoeling, waarin op de breedtegraden rond de Noordzee nauwelijks meer vegetatie kon groeien. Uit het weichselien zijn menselijke skeletten gevonden. Tijdens het weichselien werd Centraal-Europa bevolkt door nomaden die achter de kuddes aantrokken voor hun voedsel.

### Mesolithicum
Rond 12.000 jaar geleden eindigde de laatste ijstijd en begon het huidige geologische tijdvak, het holoceen. Als gevolg van de temperatuurstijging smolten de ijskappen en steeg ook de zeespiegel opnieuw. In het boreaal vormden zich grote moerassen in de Lage Landen. Het atlanticum (9220 tot 5660 jaar geleden) vormde een lange warme periode.

### Late steentijd
In het neolithicum (ca. 4000 v.Chr.) verschenen de eerste landbouwdorpen met ongeveer 100 inwoners. Door het warmer klimaat en het smelten van de ijskap vestigen rondtrekkende groepen in gemeenschappen. Zo vestigt de "Omaliengroep", bekend voor hun bandkeramiek, zich in Haspengouw. Door het ontstaan van deze "dorpen" ontstaat er een landbouweconomie. Anderen specialiseren zich in bijvoorbeeld handwerknijverheid (de Michelsberggroep) en steenindustrie (Spiennes). Vanaf 3500 tot 2000 v.Chr. leefden onder andere in de Kempen, de Leemstreek en de Maasvallei culturen van het middenneolithicum.

### Metaaltijden
In de middenbronstijd van circa 1500 tot 1100 v.Chr. was onder andere in Vlaanderen en de Kempen onder meer de Famennegroep gevestigd. Aan de hand van verschillende grafvormen worden de verschillende andere groepen onderscheiden.
Tijdens de ijzertijd waren de Hallstattcultuur (700-500 v.Chr.) en de Keltische La Tène-periode de belangrijkste. In deze tijd ontstonden ook enkele versterkte markt- en handelsplaatsen en heuvelforten. Bovendien ontstond er een onderscheid tussen krijgers en de gewone bevolking, waarschijnlijk onder invloed van binnenvallende Kelten. Tussen de Rijn en de Seine, in Noord-Gallië vestigden de Belgae zich, een groep Keltische stammen.

Het Kolenwoud (groen gekleurd)

Het Kolenwoud overdekte het grootste deel van Midden-België. Het Zoniënwoud, Hallerbos, Buggenhoutbos, het Kravaalbos en het Meerdaalwoud, Heverleebos en Egenhovenboscomplex zijn nog overblijfselen van dit woud. Voedsel werd verkregen door jacht en het verzamelen van kruiden en vruchten en een primitieve akkerbouw en veeteelt.

## Romeinse tijd

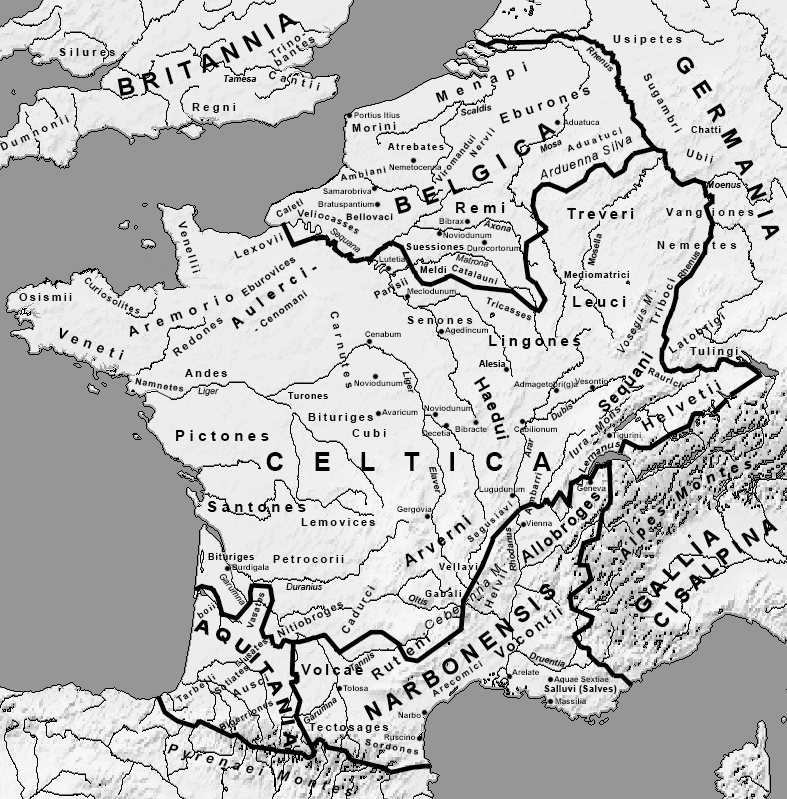
Belgica vlak vóór de inlijving (52 v.Chr.).

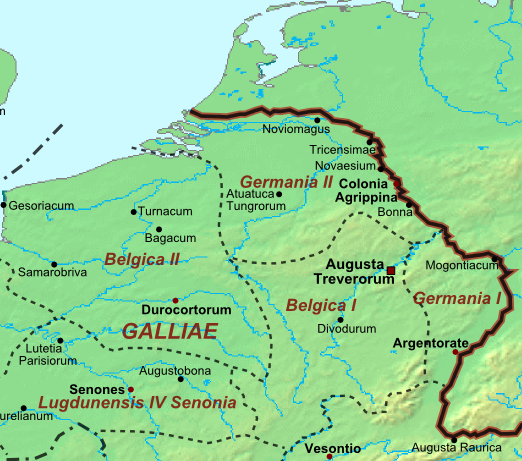
Belgica I en Belgica II

Caesar beschouwde de Belgae als sterke tegenstanders bij de verovering van Gallië. Om zijn verliezen te rechtvaardigen schreef hij dat ze de dapperste van alle Galliërs waren: "Horum omnium fortissimi sunt Belgæ". De deels Keltische, deels Germaanse Belgae, waarvan de Morini, de Nervii en de Eburones de grootste bevolking hadden, werden van 57 tot 51 v.Chr. onderworpen door Julius Caesar. Wel vonden er nog enkele opstanden tegen de Romeinse overheersing plaats tot de eerste eeuw na Chr. Onder keizer Augustus werd Belgica (zo genoemd sinds 16-13 v.Chr.) een Romeinse provincia. Pas onder keizer Claudius trad de eigenlijke romanisering op en begon de collaboratie van de inheemse elite met Rome.
Er kwam een geleidelijke vermenging van de inheemse cultuur met Romeinse invloeden op het vlak van taal, wegen- en huizenbouw, stadsaanleg, scheepvaart, kleding en religie. De culturele omschakeling werd ook bevorderd door de aanleg van een aantal heerwegen, waarvan de voornaamste de heirbaan Boulogne-Keulen was, en door de hulptroepen voor het Romeinse leger, die de onderworpen stammen moesten leveren.
Er ontstonden veel nieuwe plaatsen, waaronder Trier, Keulen, Tongeren en Doornik. Vaak hadden deze het achtervoegsel '(i)acum' of 'domein' (vb. in Cortoriacum), 'castra' of 'kamp' (vb. in Kester), of 'castellum' of 'kasteel' (vb. in Kassel). Deze plaatsen maar ook kleinere gemeenschappen (vici) werden een afzetgebied voor de producten van de Noord-Gallische landbouw en de inheemse ambachten. Zo ontstond er een bloeiende handel met Italië en de rest van Gallia, die steeds intensiever werd. Ook ontstonden er in Haspengouw grote landbouwbedrijven (villae) en aan de kust vissersdorpen en zoutwinningsbedrijven. Ook de textielnijverheid kwam sterk opzetten en er werden grote kuddes schapen gehouden voor de wol. Paarden werden gefokt en verkocht door de Trevieren. Andere economische activiteiten waren houthakken, kolenbranden, ijzer-, zink-, en kalksteenwinning.
Vanaf 256 staken Frankische krijgers de Rijn over, werd geheel Gallia geplunderd en werden vele steden en dorpen verwoest. Verschillende Romeinse overwinningen van de keizers Gallienus, Postumus en Probus waren niet effectief genoeg. Keizer Constantius I Chlorus versloeg hen definitief, maar krachtens een verbond dat hij in 296 sloot met een deel van de Franken, de Saliërs, werden ze als verdedigers van de rijksgrens tussen Nijmegen en de zee aangesteld.
Vanaf circa 297 werd Belgica door keizer Diocletianus gesplitst in Belgica Prima (met hoofdstad Trier) in het zuidoosten en Belgica Secunda (met hoofdstad Reims) in het westen. Het in het noordoosten gelegen Germania Inferior (met hoofdstad Keulen) was al aan het einde van de eerste eeuw van Belgica losgemaakt.
Onder druk van de Hunnen bleven de Germaanse stammen echter binnentrekken in de 3e eeuw. Daarom begonnen de Romeinen de bouw van nieuwe limes, namelijk de Litus Saxonicum langs de kust en de fortengordel langs de belangrijkste wegen tussen de kust en de Rijn. Zo kwamen er forten in voornamelijk Oudenburg, Bavay, Kortrijk, Velzeke, Asse, Elewijt, Tienen, Tongeren, Maastricht en Keulen. Toen het gebied ten noorden van deze laatste linie opgegeven moest worden, kon deze limes nog enige tijd weerstand bieden en het gebied ten zuiden ervan bezet blijven. Daaraan zou de taalgrens haar ontstaan te danken hebben.

## Merovingische en Karolingische periode
Aanvankelijk vormden de Salische Franken geen eenheid. Ze werden pas verenigd onder de dynastie der Merovingers, genoemd naar koning Merovech. De belangrijkste uit deze familie was wellicht Chlodovech I, die de hoofdstad Doornik verplaatste naar Parijs en zich liet bekeren tot het christendom. Zijn belangrijkste opvolgers, Chlotarius I en Dagobert I, brachten verdere eenheid in het Frankische Rijk. In 639 werd het rijk echter verdeeld in Austrasië en Neustrië, waarvan de grens dwars door het huidige België liep.
In 496, na de strijd tussen de Merovingers en de Allemannen, bij de slag om Zülpich, bekeerde Clovis zich en liet zich dopen, dit leidde de kerstening van West-Europa in de Lage Landen in, door voornamelijk de missionarissen Willibrordus en Amandus. Alle dorpen hadden als centrum een kerk. Soms waren deze kerken erg groot of basilieken, zoals de Sint-Gertrudiskerk van Nijvel en de Sint-Baafs en Sint-Pieters te Gent, beide in 676 gesticht door Amandus. In 675 werd de abdij van Stavelot-Malmédy opgericht door Remaclus. Zo worden er tussen 630 en 740 circa 50 abdijen opgericht in Romaans-België.

Het zuiden van de Lage Landen met bisschopszetels en abdijen circa 7e eeuw. De abdijen vormden de aanzet tot grotere nederzettingen.

De macht van de koningen nam zienderogen af en de hofmeiers, de beheerders van de koninklijke goederen, begonnen hun machtspositie te verstevigen. In 719 liet Karel Martel zich uitroepen tot hofmeier van het hele Frankische rijk. Hij breidde het rijk uit en is bekend vanwege zijn overwinning op de islamieten bij de slag bij Poitiers. Na de dood van koning Theuderik IV oefende hij in eigen naam de koninklijke macht uit. Zijn zoon Peppijn de Korte zette in 751 de laatste Merovingische vorst af. Zo kwam de dynastie van de Karolingen aan de macht. Deze dynastie werd naar Karel Martel genoemd, als eer voor zijn triomf bij de slag van Poitiers. De zoon van Pepijn de Korte, Karel de Grote, was de machtigste vorst van het Frankische rijk, maakte hiervan Aken de hoofdstad, breidde het nog verder uit tussen de Pyreneeën en de Elbe en werd hiervan op 25 december 800 gekroond tot keizer door paus Leo III.
In de 7e eeuw ontstonden veel dorpen, vaak strategisch gelegen aan een abdij, klooster, versterking, weg of rivier. De achtervoegsels 'heem' (thuis) (in vb. 'Stockheem' en 'Reckheem'), 'zele' (nederzetting) (in vb. 'Dudzele en 'Londerzeel') en 'gem' (plaats) (in vb. 'Waregem' en 'Zedelgem') wijzen daarop. Onder het bewind van Karel de Grote en zijn opvolger Lodewijk de Vrome (814-840) heerste er in dit gebied rust en vrede en bloeide de (landbouw)economie hoog op.

## De middeleeuwse vorstendommen
Na de dood van Lodewijk de Vrome werd het rijk in 843 verdeeld onder zijn drie zonen met het Verdrag van Verdun; zo ontstonden West-, Midden- oftewel Lotharingen en Oost-Francië. De Schelde vormde de grens tussen West- en Midden-Francië. Met uitzondering van het graafschap Vlaanderen behoorde het huidige België dus tot Neder-Lotharingen.
Volgens het leenstelsel waren er graven aangesteld, om een gouw te besturen. Door invallen van de Noormannen en het verval van het centrale gezag vergaarden deze echter steeds meer macht. Zo werd dit ambt erfelijk en konden ze hun gebieden uitbreiden. Zo ontstonden het graafschap Vlaanderen, hertogdom Brabant, graafschap Henegouwen en de Lotharingse vorstendommen Loon, prinsbisdom Luik, Limburg, Luxemburg en Namen. Later kwamen deze gebieden, met uitzondering van het prinsbisdom Luik, vanaf de veertiende eeuw in Bourgondische handen. Daarna erfden de Spaanse en Oostenrijkse Habsburgers de (Zuidelijke) Nederlanden.

### Opkomst van de steden

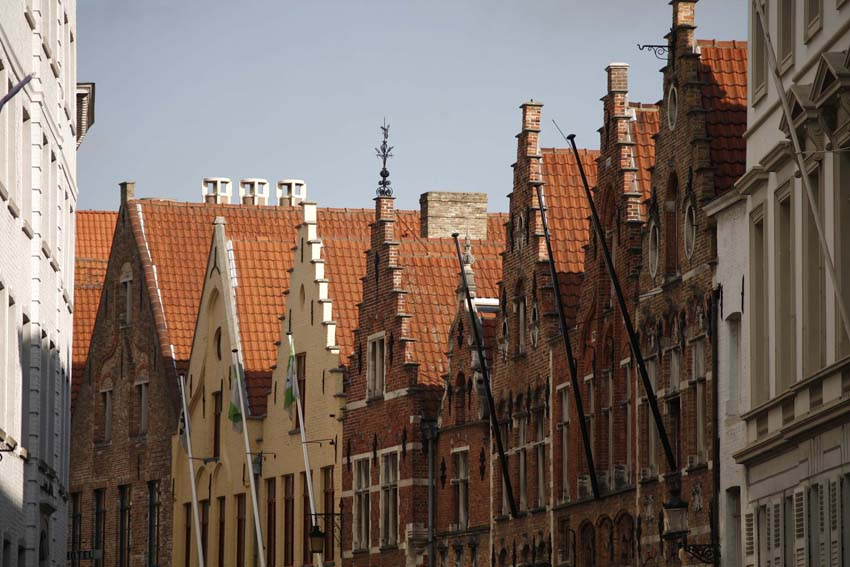
Trapgevels Oude Burg in Brugge

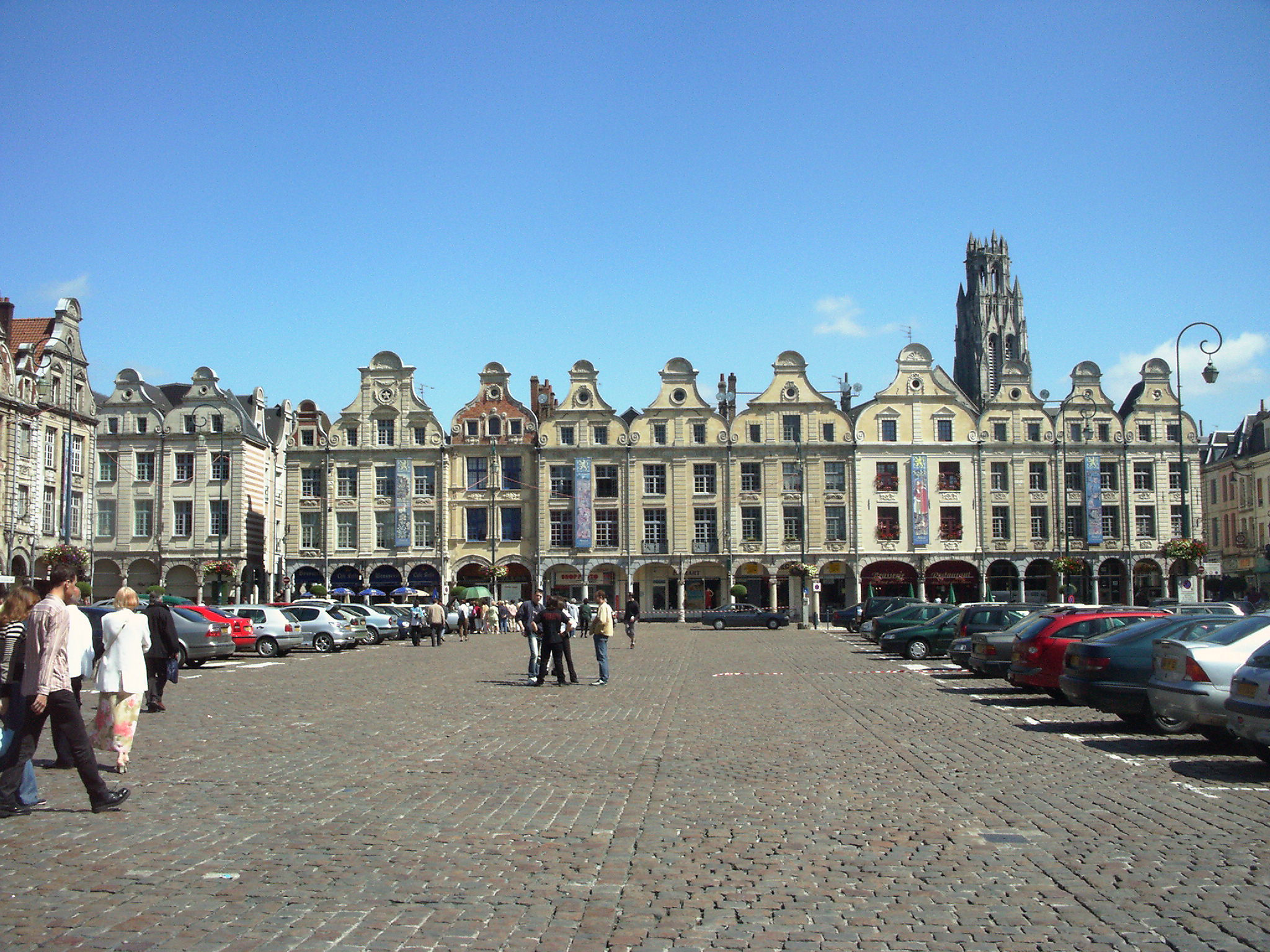
Grote markt van Atrecht.

Vanaf circa 1050 brak een periode van economische groei aan, vooral in Noordwest-Europa. Het betrof hier voornamelijk Champagne, Vlaanderen en Brabant. Belangrijk was de handel in het Vlaamse laken, de export van natuursteen en de ontginning van steenkool (Luik, vanaf 1195). De jaarmarkten zorgden voor veel handel, die ook buitenlandse kooplieden aantrokken. De mensen verenigden zich in een Hanze en gildes. Op deze manier ontstonden de Vlaamse Hanze, de Hanze der XVII steden en de Duitse Hanze.
Door de economische bloei nam de bevolking sterk toe en konden meer mensen werken in de handel en de industrie, wat de opkomst van de steden in de hand werkte. Ook kwamen er vernieuwingen in de landbouw, productie en handel en werd de Belgische kust ingepolderd. Er werd uitgevoerd naar alle uithoeken van Europa. Ook de Luikse wapenproductie veroverde Europa in deze periode. Dit succes bracht het bestaande kastenstelsel langzaam ten val. Het nieuwe communicatiemiddel werd de volkstaal in plaats van het allesoverheersende Latijn.
Vanaf het begin van de veertiende eeuw werd Europa getroffen door een aantal crisissen, waaronder de Grote hongersnood van 1315-1317. De bevolking was zo sterk gegroeid dat men kwetsbaar was geworden voor misoogsten. Vanaf het midden van de veertiende eeuw zorgde de pest of "zwarte dood" ervoor dat een derde van de bevolking stierf. Gedurende driehonderd jaar kwam de pest elke 12-20 jaar terug. Toch hadden de toekomstige Belgische gewesten minder van de economische recessie te lijden dan andere streken. Zo verschenen in Luik de eerste hoogovens en werd Brugge een voorname handelsstad. Deze stad was door haar strategische ligging (ze was via het Zwin verbonden met de Noordzee en dus de rest van Europa) zo groot en rijk geworden dat ze 'het Venetië van het Noorden' genoemd werd. Het belfort en de lakenhalle getuigen daarvan. Vanzelfsprekend verloor Brugge haar economische betekenis toen het Zwin verzandde. Die betekenis werd overgenomen door Antwerpen, Brussel en Leuven.

## Bourgondische tijd

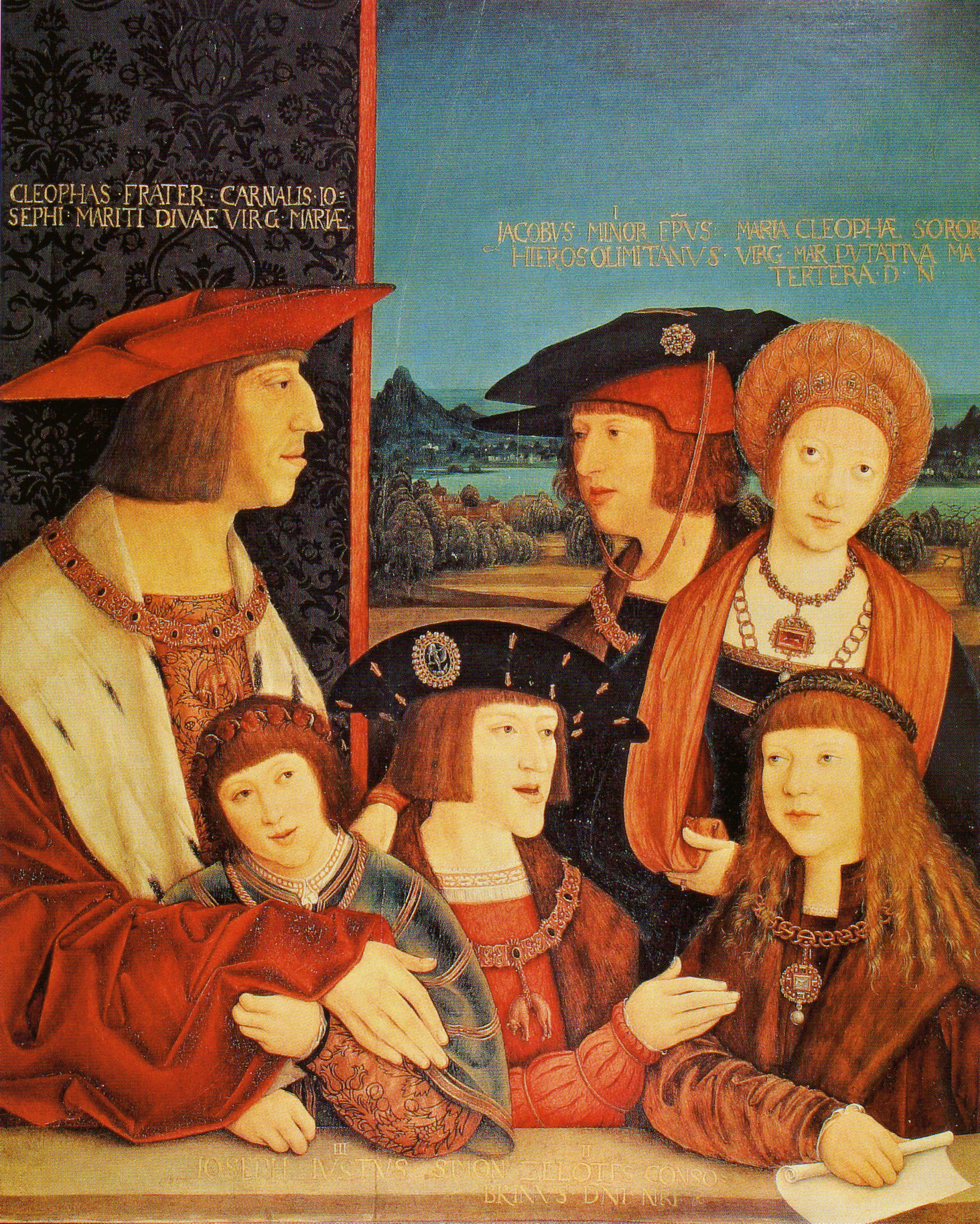
Maria van Bourgondië (rechts staand)

Door het huwelijk van de Vlaamse gravin Margaretha van Male en Filips de Stoute in 1384 kwam het graafschap Vlaanderen onder de Bourgondiërs. Twee van zijn drie overlevende zonen waren Jan zonder Vrees en Antoon van Brabant en Limburg. Willem VI van Holland was zijn schoonzoon. Jans zoon Filips de Goede verenigde ook nog het Namen, Brabant-Limburg, Henegouwen, Holland, Zeeland, Friesland, Utrecht en Kamerijk en Luxemburg. Zo ontstaat een personele unie tussen deze Nederlanden. Karel de Stoute, een zoon van Filips de Goede trachtte in de vijftiende eeuw eveneens zijn invloed te laten gelden in het prinsbisdom Luik (Luiks-Bourgondische Oorlogen), maar uiteindelijk zal zijn Filips de Goede's kleinzoon Filips de Schone de onafhankelijkheid van het prinsbisdom moeten erkennen in 1492. De personele unie van de Nederlanden, die startte onder Filips de Goede zou blijven duren tot 1795 en zou in 1549 door de Pragmatieke Sanctie gebetonneerd worden door Keizer Karel V, een achterkleinzoon van Filips de Goede.
In de Bourgondische tijd was Vlaanderen na Italië het meest verstedelijkte gebied van Europa. Het was zelfs rijker dan Bourgondië zelf. Steden als Gent en Brussel groeiden verder uit en werden verfraaid. Zo werden er onder andere stadhuizen gebouwd. Een goed voorbeeld is de Brusselse Grote Markt.

## Habsburgse tijd

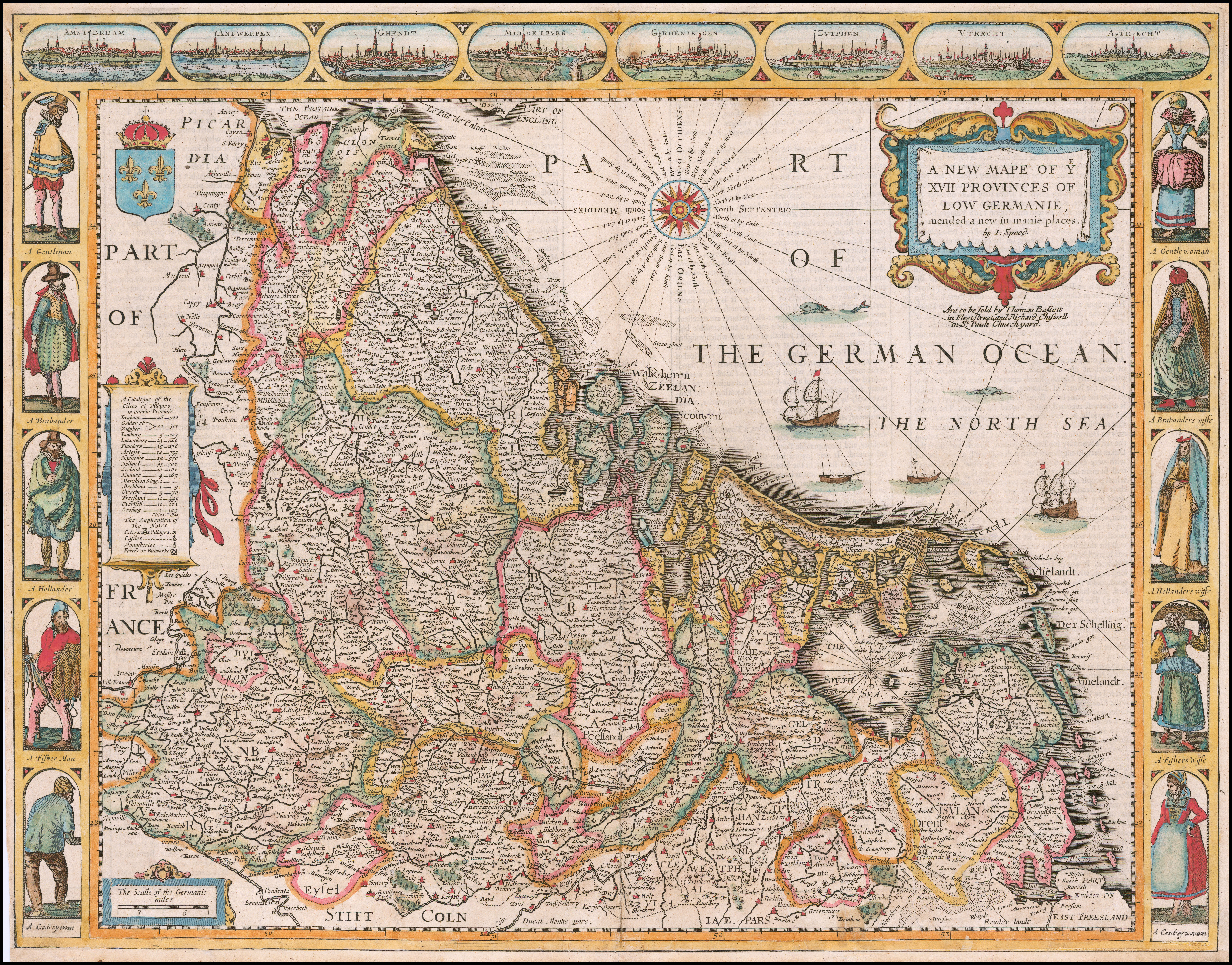
Map van de Zeventien Provinciën (Low Germania)

Door erfopvolging kwamen de Bourgondische landen onder keizer Karel V. In de Nederlanden breidde hij zijn macht verder uit met Doornik, Utrecht met Overijssel, Drenthe en Groningen, Gelre en Zutphen. Deze gebieden maakte hij met de Transactie van Augsburg in 1548 en de Pragmatieke Sanctie (1549) tot ondeelbaar, de zogenaamde Zeventien Provinciën. Hierbij werden de Habsburgse Nederlanden één staatkundig geheel gemaakt en verkregen ze feitelijke onafhankelijkheid. Ze werden ook de Nederlanden of opnieuw Belgica genoemd. Hij stelde Margaretha van Oostenrijk aan als landvoogde en na haar dood Maria van Hongarije. Op 25 oktober 1555 deed Karel V troonsafstand te Brussel; de Nederlandse gebieden kwamen zijn zoon Filips II toe en het keizerschap van het Heilig Roomse Rijk aan zijn broer Ferdinand.

## Spaanse tijd
Intussen schoot het protestantisme ook in de Nederlanden wortel. Filips II stuurde Alva naar de Nederlanden om dit tegen te gaan met bloedige vervolgingen en liet Graaf Egmont en Graaf Hoorn onthoofden op de Grote Markt van Brussel. Dit leidde tot een opstand, die uitmondde in de Tachtigjarige Oorlog en die uiteindelijk leidde tot een tweedeling van de Nederlanden in een deel dat onder Spaanse heerschappij bleef (de Zuidelijke Nederlanden) en een deel waarin de Spaanse heersers hun machtsbasis definitief kwijtraakten (de Noordelijke Nederlanden). Het zuiden kwam onder het bestuur van aartshertogen Albrecht en Isabella. Het noorden had zich in 1588 uitgeroepen tot Republiek der Zeven Verenigde Nederlanden. In 1635 verbond deze zich met Frankrijk, waarna beide mogendheden delen aan de grenzen innamen. Zo namen de Fransen Artesië in, het huidige Frans-Vlaanderen, en de Nederlanders onder Frederik Hendrik van Oranje Noord-Brabant en Limburg. Als gevolg daarvan ontstonden in de 17e eeuw de huidige noord- en zuidgrenzen (1648 Vrede van Westfalen, 1713 Vrede van Utrecht).

## Oostenrijkse tijd

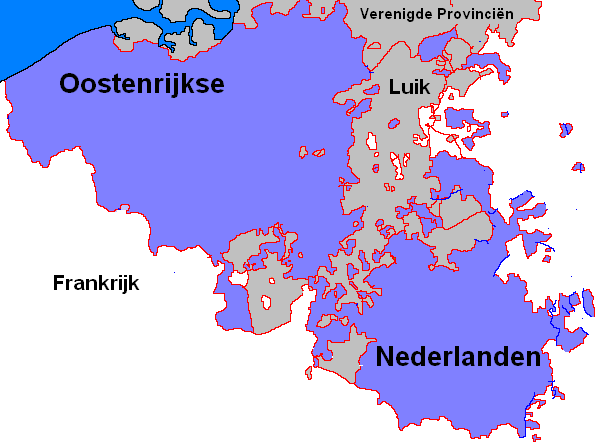
De Oostenrijkse Nederlanden

In de tijd van de Spaanse Successieoorlog kwamen de Zuidelijke Nederlanden weer in Nederlandse handen. De Nederlanden werden echter niet herenigd, doordat bij de Vrede van Utrecht (1713) de Zuidelijke Nederlanden aan de Habsburgse monarchie kwamen. De Oostenrijkse Nederlanden bestonden nu ongeveer uit het huidige België (zonder het prinsbisdom Luik), Luxemburg en enkele aangrenzende gebieden. De Oostenrijkse Nederlanden bleven bestaan van 1713 tot 1794. De eerste twee Oostenrijkse vorsten, keizer Karel VI en keizerin Maria Theresia, voerden hun voorzichtige hervormingen geleidelijk door.

## Verenigde Nederlandse Staten
Keizer Jozef II regeerde als een verlicht despoot over de Zuidelijke Nederlanden. Hij wilde zijn bestuur centraliseren en de vaak eeuwenoude rechten van elk vorstendom vervangen door een eenvormige wetgeving. Omdat hij zijn hervormingen eigenmachtig probeerde op te leggen voelden verschillende lagen van de bevolking zich bedreigd in hun positie. In 1789 kwamen ze in opstand: de Brabantse Omwenteling. Als gevolg daarvan verklaarden de Zuidelijke Nederlanden zich onafhankelijk, enkel het hertogdom Luxemburg bleef Oostenrijks. (Het prinsbisdom Luik, rechtstreeks onderdeel van het Heilig Roomse Rijk, maakte formeel geen deel uit van de Nederlanden, hoewel ook daar een gelijkaardige opstand kwam: de Luikse Revolutie.)
Zo ontstonden de Verenigde Nederlandse Staten (later vaak Verenigde Belgische Staten genoemd) gedurende minder dan een jaar als een confederatie van de oude vorstendommen. Ze werd tijdelijk gesteund door de verzwakte Republiek der Zeven Verenigde Nederlanden en haar Pruisische bondgenoot. De Verenigde Belgische Staten zouden mislukken en snel weer verdwijnen door interne politieke verdeeldheid, de slechte economische toestand en gebrek aan internationale erkenning. De Conventie van Reichenbach in 1790 bewerkte een wapenstilstand tussen Pruisen en Oostenrijk, waardoor Pruisen stopte met het steunen van anti-Habsburgse opstanden in Hongarije en in de Nederlanden. Het Oostenrijkse gezag kon daardoor opnieuw in december 1790 hersteld worden onder leiding van een tactvoller opererende keizer Leopold II, broer en opvolger van Jozef II. Maar slechts voor een paar jaar.

## Onder Franse bezetting (1792-1815)
De Fransen hadden al herhaalde malen de Zuidelijke Nederlanden aangevallen en delen ervan ingenomen. Zo hadden ze Artesië, Frans-Vlaanderen en Frans-Henegouwen ingepalmd en deze twee halve Nederlandse gewesten samengevoegd tot de Franse provincie Vlaanderen. In 1792 vielen Franse revolutionaire troepen opnieuw binnen en botsten op het Zuid-Nederlandse leger in de Slag bij Jemappes. In juli 1794 versloegen ze dat leger opnieuw in de slag bij Fleurus. In 1795 werden de Oostenrijkse Nederlanden en het prinsbisdom Luik als negen verenigde departementen een deel van de Franse republiek. Het indelen tot gewesten behoorde tot het streven naar een georganiseerde staatsstructuur. Daartoe begonnen ze ook met de aanleg van wegen (vb. Napoleonsweg) en kanalen (vb. Grand Canal du Nord).

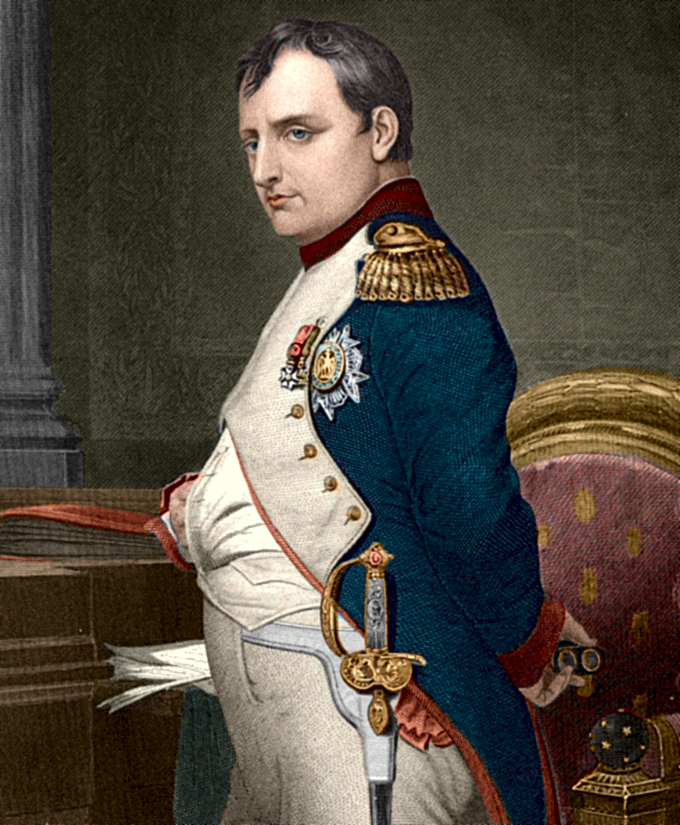
Napoleon Bonaparte

Ondertussen werd Noord-Nederland (de Bataafse Republiek) een vazalstaat van Frankrijk en in 1806 verving Napoleon de Republiek door het Koninkrijk Holland waar hij zijn broer Lodewijk Napoleon als koning neerzette. Nederlands-Limburg en grote delen van Noord-Brabant behoorden tot de Zuidelijke Nederlanden, als onderdeel van Frankrijk. Napoleon was ontevreden met zijn broer en in 1810 besloot hij ook de Noordelijke Nederlanden bij het Franse keizerrijk te voegen.
Op 12 oktober 1798 kwam de Vlaamse, Brabantse en Luxemburgse boerenbevolking (de brigands) in opstand tegen de Franse bezetter (sansculotten) met als leuze "Voor outer en heerd". Deze opstand wordt de Boerenkrijg genoemd. Aanleiding tot deze rebellie waren de hoge belastingen, de antigodsdienstige politiek van sluiting van de kerken gepaard gaande met de vervolging van de priesters en de invoering van de conscriptie door de bezetter. De opstand eindigde op 5 december 1798, toen het boerenleger op Ter Hilst (Hasselt) werd verslagen.
Na de slag bij Leipzig werd Napoleon verbannen naar Elba, maar hij wist te ontsnappen en de macht terug te grijpen, terwijl de geallieerden nog bezig waren de grenzen van Europa te bepalen in het Congres van Wenen. In 1815 werd Napoleon definitief verslagen bij de slag bij Waterloo. Het Franse leger werd door het Nederlandse (Noordelijken en Zuidelijken), het Britse en het Pruisische leger verslagen. Napoleon werd nu voorgoed verbannen naar Sint-Helena.
Een klein contingent onder de Nederlandse vlag (dat samen vocht met de Britten) stond onder leiding van de Nederlandse kroonprins Willem en Van Bylandt. Koning Willem I was trots op de Nederlandse bijdrage en de moed van zijn zoon en bouwde ter ere daarvan de Leeuw van Waterloo. De werken vonden plaats tussen 1823 en 1826 en het staat op de plaats waar kroonprins Willem gewond raakte door een schot in zijn schouder.
Vanaf het midden van de achttiende eeuw werd de term Belgen gebruikelijk, wanneer men - met name in het Frans - de inwoners van de Zuidelijke Nederlanden bedoelde. Ook Robespierre en Napoleon gebruikten de uitdrukking les Belges. Hiertoe rekende men ook de inwoners van Luxemburg.

## Verenigd Koninkrijk der Nederlanden

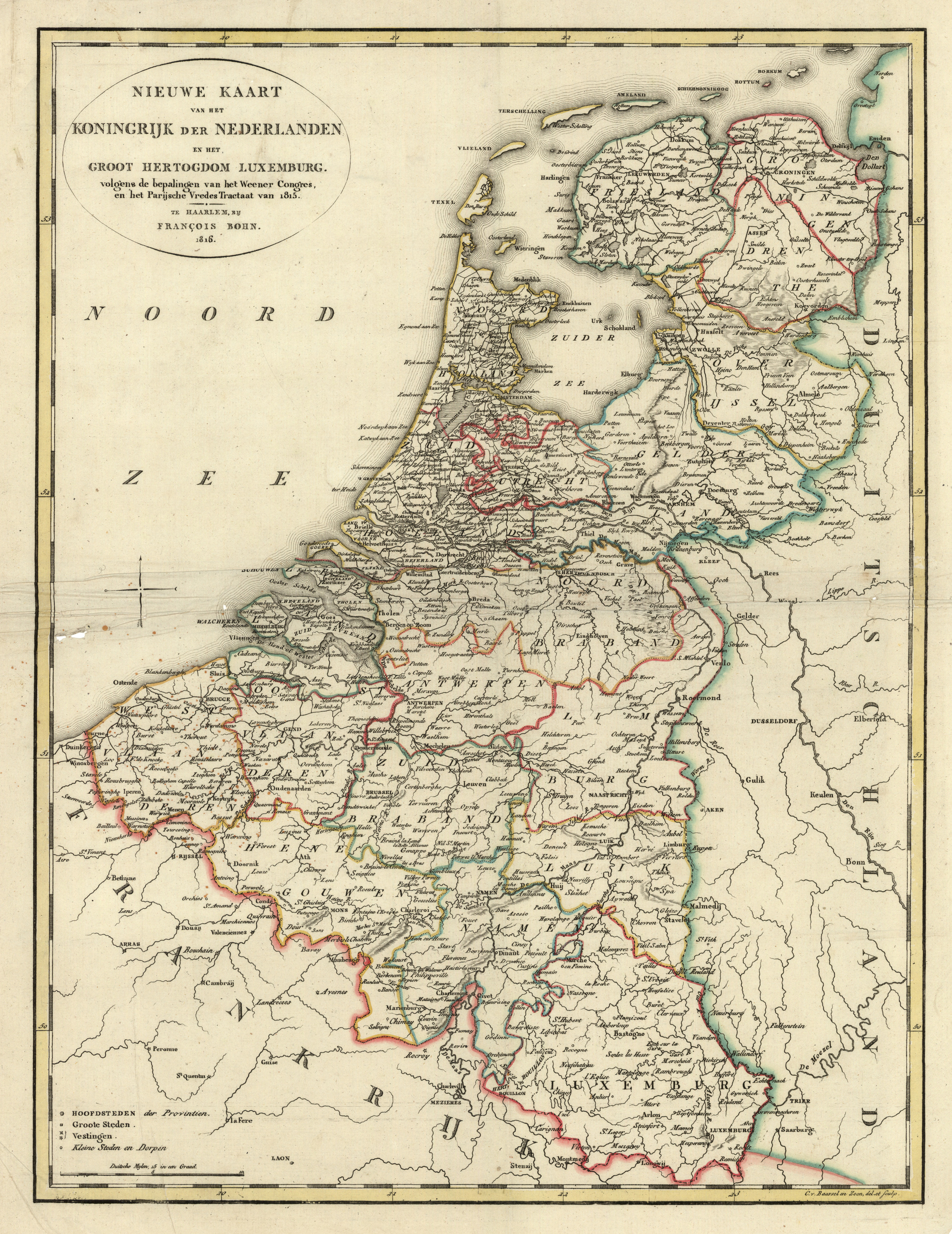
Het Verenigd Koninkrijk der Nederlanden met Hertogdom Luxemburg, 1815

Op 21 juni 1814 ondertekenden de grote mogendheden in Londen de XVIII artikelen, waarna Noord- en Zuid-Nederland (met Luxemburg) werden herenigd tot het Verenigd Koninkrijk der Nederlanden. Dit gebeurde op initiatief van Engeland dat na de ineenstorting van het Franse rijk een sterke bufferstaat wilde vormen tegen Frankrijk. In juli van dat jaar werden de artikelen aanvaard door Willem I en op 21 september 1815 legde hij de grondwettelijke eed af als Koning der Nederlanden.
Het beleid van Willem I zorgde voor een verdere economische en industriële ontwikkeling van de Zuidelijke gewesten. Hij legde een aantal kanalen aan om de economie te stimuleren, breidde het onderwijs uit en streefde ernaar het Nederlands de officiële taal te maken van wat nu Vlaanderen is. Er waren en bleven echter grote verschillen tussen noord en zuid, die al 200 jaar gescheiden waren. Vooral de Franstalige katholieken verzetten zich hevig tegen de politiek van de koning. Na 1825 sloten liberalen en katholieken zich aaneen en in 1828 kwam de Unie van de katholieke en liberale oppositie tot stand (unionisme).
Onder invloed van de slechte economische toestand en van de Julirevolutie in Frankrijk kwam het op 25 augustus 1830 tot relletjes in Brussel die uiteindelijk leidden tot de Belgische Revolutie. Op die avond vond een opvoering van de Muette van Portici plaats die normaal verliep en niet de vonk vormde die de rellen veroorzaakte zoals vaak beweerd wordt. Het publiek van de Munt was trouwens helemaal niet het opstandige volk. Na de vertoning maakten de toeschouwers dat ze snel weg waren. Op het Muntplein was de toestand echter heel anders. Verschillende groepen betogers hadden zich tijdens de voorstelling gevormd en trokken eerst naar café Suisse en Mille Colonnes. Daarop gingen ze richting Wolvengracht, achter de Munt, waar de pro-Nederlandse krant Le National gevestigd was. Klokslag 22 uur sneuvelde de eerste lantaarn. Dit was het startschot voor een reeks vernielingen door de stad. De menigte had het gemunt op wie verondersteld werd voor het beleid van Willem I te zijn, namelijk de rijke Nederlanders, wier huizen werden geplunderd. De ordediensten konden de toestand niet aan. De volgende dag vreesde de Brusselse burgerij zelf ook het slachtoffer te worden van de volkswoede en besloot een burgerwacht op te richten. Ze kregen geweren van het leger uit de kazerne Annonciades. Toen de eerste groep uitrukte om opnieuw rust en orde in de stad af te dwingen, mispakten de oproerzaaiers zich totaal: ze applaudisseerden en juichten deze burgerwacht toe in de veronderstelling dat ook de burgerij zich bij de opstand aansloot. Niets was minder waar, maar zo kreeg de burgerij terug controle over de stad. De menigte werd gepaaid met enkele gebaren van sympathie zoals enkele traktaties in verschillende cafés. Ongewild kwam de burgerij zo aan de leiding van een opstand die ze zelf eerst wenste te onderdrukken. Vanaf 27 augustus kwam men op meerdere plaatsen in opstand. In Venlo werden de opstandige 'Belgen' onder generaal Daine zelfs met klokgelui binnengehaald. Op 23 september trok prins Frederik met het regeringsleger Brussel binnen, maar door het hevige verzet van de separatisten was hij gedwongen vier dagen later te vertrekken. Tijdens deze gevechten kwam het Voorlopig Bewind tot stand. Deze regering riep op 4 oktober de onafhankelijkheid uit. Op 7 februari 1831 werd de Grondwet goedgekeurd.

## Onafhankelijkheid van België

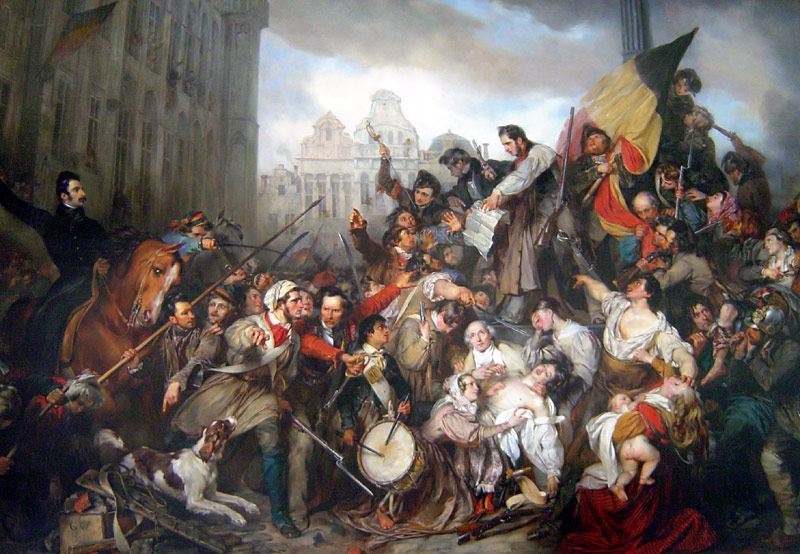
Tafereel van de Septemberdagen 1830 op de Grote Markt te Brussel, 1835

De originele vlag van België, die Jottrand en Ducpétiaux ontwierpen in plaats van de Franse vlag

Na een conferentie op 4 november te Londen erkenden de grote mogendheden (Pruisen, Frankrijk, Verenigd Koninkrijk, Oostenrijk en Rusland) op 20 december 1830 de scheiding tussen de Noordelijke en Zuidelijke Nederlanden. De Belgische staat werd echter nog niet erkend door Nederland. Begin februari 1831 koos het parlement voor de tweede zoon van Louis-Philippe van Orléans, de toenmalige koning van Frankrijk, de zestienjarige hertog van Nemours, om koning van België te worden. Hiertoe werd een delegatie naar Louis-Philippe gezonden. Onder druk van het Verenigd Koninkrijk weigerde hij dit aanbod te aanvaarden. België zou dan namelijk een Franse vazalstaat zijn geworden, wat het Verenigd Koninkrijk onmogelijk aanvaard zou hebben en  tot een Europese oorlog had kunnen leiden.
Op 24 februari werd Surlet de Chokier, de voorzitter van het Nationaal Congres, tot regent (voorlopig staatshoofd) aangesteld. Op 4 juni 1831 werd Leopold van Saksen-Coburg-Gotha door het Congres tot staatshoofd gekozen en op 21 juli legde hij de eed af als eerste koning van de Belgen. Een maand later, een jaar na de aanvang van de revolutie, viel het Nederlandse leger, nu onder leiding van kroonprins Willem, België binnen via Limburg en Turnhout (Tiendaagse Veldtocht). Hoewel de Nederlanders het Belgische leger versloegen bij Houthalen, Hasselt en Leuven werden de Nederlanders door Frankrijk gedwongen zich terug te trekken. Het zou nog tot 1839 duren voordat koning Willem I het nieuwe België erkende. Omdat Maastricht en Luxemburg echter bezet bleven door de troepen van de koning, eiste Willem Limburg en Luxemburg. Hij kreeg het oostelijke deel van Limburg en het Duitstalige deel van Luxemburg. Omwille van strategische en praktische redenen eiste België de streek rond de Luxemburgse stad Aarlen die toen nog Duitstalig was. België haalde zijn slag thuis en behield Aarlen.
In het verdrag van Maastricht werd de grens tussen België en Nederland vastgesteld.
Na de onafhankelijkheid kwam het unionisme onder druk te staan door de weer opspelende tegenstellingen. Zo wilden de katholieken eigenlijk niet langer samenwerken met de liberalen na een veroordeling vanuit Rome van het liberale karakter van het katholicisme en vreesden de liberalen dat de kerk een te grote invloed zou gaan hebben op het openbare leven. Door tussenkomst van koning Leopold I en de katholieken bleef het unionisme bestaan tot 1846, met de opkomst van de Liberale Partij, die onder leiding van Walthère Frère-Orban meteen aan de macht kwam na de verkiezingen van 1847. Al snel staken de tegenstellingen tussen liberalen en katholieken weer de kop op en opnieuw was de onderwijspolitiek een bron van onrust met rond 1880 weer het oplaaien van de schoolstrijd, waarbij uiteindelijk de katholieken wonnen; in 1884 wonnen ze de verkiezingen en zij bleven dertig jaar aan de macht.
Economisch veranderde België vrij snel van een landbouwstaat in een industriestaat met als belangrijke sectoren mijnbouw en metaalindustrie. De spoorlijn Brussel-Mechelen, slechts 4 jaar na de onafhankelijkheid, was de eerste spoorweg op het Europese vasteland. Korte tijd later kwam een verbinding tussen Brussel en Antwerpen. Mechelen werd het knooppunt van het Belgische netwerk van spoorwegen. De aanleg van een spoorwegennet bleef toenemen met onder andere de IJzeren Rijn. De buitenlandse handel werd gestimuleerd en het bank- en verzekeringswezen nam een hoge vlucht. Het economisch liberalisme zorgde echter ook voor armoede en ellendige leefomstandigheden die resulteerden in de uit een aantal socialistische groepen bestaande Belgische Werkliedenpartij (1885) die stakingen en opstanden organiseerde. Deze aandacht voor de sociale omstandigheden van de arbeiders leidde tot een aantal sociale wetten en de invoering van algemeen meervoudig kiesrecht voor mannen vanaf 25 jaar in 1893. Vooral de liberalen hadden onder deze ontwikkeling sterk te lijden.
Een nieuw kiesstelsel betekende een terugval van het zetelaantal van 61 in 1892 naar 20 in 1894. Vanaf circa 1860 zorgde de Vlaamse Beweging ervoor dat de taalproblemen op de politieke kaart kwamen te staan. In 1878 werd de wet op het gebruik van het Nederlands in de administratie aangenomen. De taalwetgeving resulteerde in 1898 in de Gelijkheidswet, die het Nederlands als officiële taal erkende. Wat de buitenlandse en militaire politiek betrof bleef België sinds 1831 aan neutraliteit vasthouden. In 1909 werd het systeem van loting vervangen door de persoonlijke dienstplicht, en in 1913 door de algemene persoonlijke dienstplicht. Deze hervorming kwam te laat om enig effect te hebben toen België op 2 augustus 1914 door een Duits ultimatum in de Eerste Wereldoorlog werd betrokken.

## Koloniale geschiedenis

Belgisch-Congo en enkele andere Belgische kolonies

Koning Leopold II vond dat België een kolonie nodig had. Naar aanleiding van de tochten van Livingstone en Stanley richtte hij in 1876 de Association Internationale Africaine op. Hij kreeg echter weinig medestanders en nam daarop Stanley in dienst. Deze zou een expeditie naar de rivier de Congo ondernemen, gefinancierd door de Association Internationale du Congo. Stanley had ondertussen al een overeenkomst gesloten met 450 stamhoofden die de soevereiniteit over hun gebieden hadden afgestaan. Door de Conferentie van Berlijn van 1885 werd de Association als een soevereine staat erkend. In april mocht Leopold als staatshoofd van de onafhankelijke Congo-Vrijstaat optreden en kreeg zelfs financiële steun van het parlement. In 1890 werden nog meer gebieden veroverd en stonden de beide Kamers een nieuwe lening toe. Voorwaarde was wel dat België de Congostaat kon overnemen als de Association zou verzaken om de lening terug te betalen.
Om de hoge kosten gemaakt bij de kolonisatie van Congo te recupereren, wilde Leopold II de rubber- en ivoorexploitatie monopoliseren en zette zich daarmee af tegen de Akte van Berlijn, die voor vrijhandel pleitte. Hiertegen volgden vele protesten met als gevolg een verdeling in een kroondomein (voor de Congostaat), een vrijhandelszone en een voor de handel gesloten gebied. Een veel nefaster gevolg was de meedogenloze en vaak gewelddadige economische uitbuiting van de plaatselijke bevolking die, samen met de sterke verspreiding van in- en uitheemse ziekten, tot een demografische catastrofe leidde. De geplande overname van de Congostaat door België ging in 1901 niet door. In 1904 werd een internationale onderzoekscommissie opgericht door Leopold die alle gruweldaden in Congo-Vrijstaat moest rapporteren. De commissie bevestigde in grote lijnen het gewelddadige karakter van de economische exploitatie, die reeds eerder internationaal was aangeklaagd (onder meer door Morel en Casement, en ook door de socialistische voorman Emile Vandervelde). Na de publicatie van het commissierapport liet Leopold op 3 juni 1906 weten dat hij bereid was tot een soevereiniteitsoverdracht, op het kroondomein na. Op 28 november 1907 werd de akte van afstand getekend en op 15 november 1908 werd de Kongostaat onder de nieuwe naam Belgisch-Congo officieel een kolonie van België. Congo was maar liefst 80 keer groter dan België zelf en had als hoofdstad Leopoldstad, het huidige Kinshasa.
De aanspraken van het kroondomein werd na Leopolds dood in 1909 ongedaan gemaakt. Ook hier groeide na de Tweede Wereldoorlog het streven naar onafhankelijkheid, vooral onder invloed van de onafhankelijkheid van Ghana (1957) en van De Gaulles liberale houding tegenover de kolonies in Frans Afrika. Nadat op 4 januari 1959 geheel onverwacht zware rellen uitgebroken waren in Leopoldstad, werd een overhaaste dekolonisatie ingeleid. Congo werd op 30 juni 1960 onafhankelijk. Vlak voor de onafhankelijkheid telde Congo zo'n 14 miljoen inwoners, waaronder ongeveer 90.000 Belgen. Congo was echter niet de enige Belgische kolonie. Zo waren er ook initiatieven van economische aard in Santo Tomás (Guatemala), Tianjin in China en het Isola Comacina tot België, ook al waren deze pogingen niet erg succesvol.
Ruanda-Urundi was een Duitse kolonie in Afrika die na de Eerste Wereldoorlog als mandaatgebied aan België werd toegewezen.

## Eerste Wereldoorlog 1914-1918

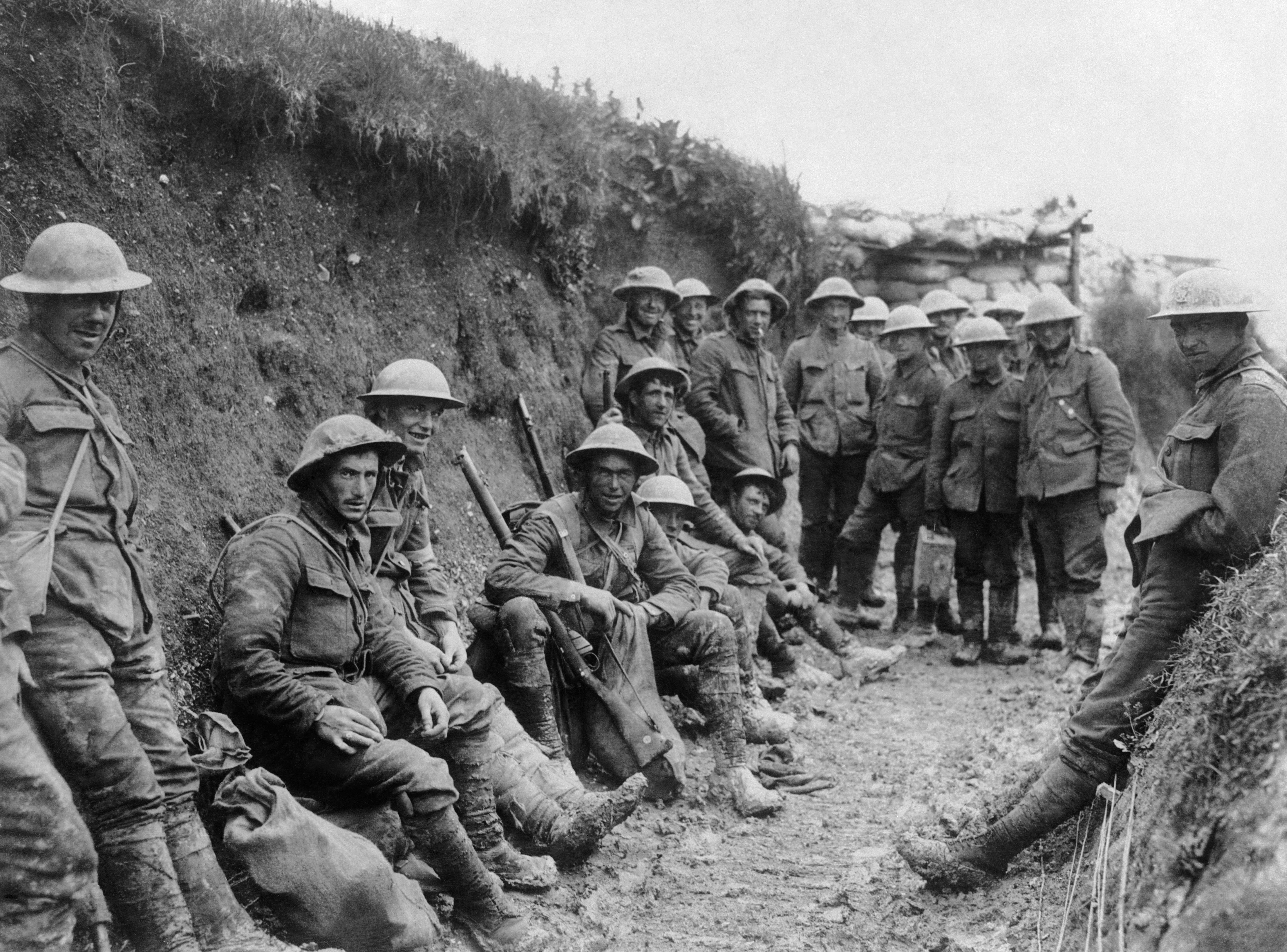
Soldaten in een loopgraaf

De Eerste Wereldoorlog startte voor België op 4 augustus 1914 met het binnenvallen van Duitse troepen. Het lukte de Belgen alleen om de opmars van de Duitsers te vertragen, maar al in oktober moest het Belgische leger zich terugtrekken tot achter de IJzer. Een hardnekkige mythe wil dat vele Vlaamse soldaten een nutteloze dood stierven omdat ze de bevelen van de veelal Franstalige legerleiding niet konden verstaan. Recent historisch onderzoek heeft aangetoond dat dit erg zelden is voorgekomen (Sophie De Schaepdrijver, De Groote Oorlog). Op 29 oktober 1914 zetten de Belgen de IJzervlakte onder water om de Duitsers tot stilstand te brengen. Voor vier jaar. De slag aan de IJzer was begonnen. In deze omstandigheden ontstond een frontbeweging, die zich tegen deze scheve situatie aan het front verzette. Koning Albert, die weigerde zijn soldaten op te offeren in zinloze offensieven, bleef in België maar de regering trok zich terug in het Franse Le Havre.
Van echt verzet was weinig sprake, maar ook het aantal mensen (de zogenaamde activisten) dat samenwerkte met de Duitse bezetters was maar gering. Eind september 1918 begon het bevrijdingsoffensief waarna op 11 november de wapenstilstand werd gesloten. Bij het Verdrag van Versailles in 1919 werd de neutraliteitspositie van België opgeheven, mocht het een mandaat uitoefenen over Ruanda-Urundi en annexeerde het de Duitse gebieden Eupen, Malmedy en Sankt Vith, de zogenaamde Oostkantons. In de Eerste Wereldoorlog vluchtten grote aantallen Belgen naar het neutrale Nederland, naar Frankrijk en het Verenigd Koninkrijk. Om meer controle over de grens te krijgen, begon in 1915 de Duitse bezetter met de aanleg van De Draad, een draadversperring met dodelijke elektrische spanning, langs de grens tussen België en Nederland.

## Interbellum 1918-1940
Na de Eerste Wereldoorlog vond België dat Nederland niet neutraal was geweest, omdat het Duitse troepen door Limburg had laten terugtrekken. Het eiste Zeeuws-Vlaanderen en Zuid-Limburg op. De Zeeuwen betuigden hun trouw aan de koningin (de Zeeuws-Vlamingen iets minder). Na bemiddeling kwam men overeen dat uiteindelijk een Antwerpen-Rijnkanaal zou worden gegraven, deels op Nederlands grondgebied en op Nederlandse kosten. Uiteindelijk zou Nederland zich hier niet aan houden. Tot de Tweede Wereldoorlog zou de verhouding met België problematisch blijven.
In 1919 werd het enkelvoudig algemeen kiesrecht ingevoerd, dat tot 1948 alleen voor mannen zou gelden. Men was nu bijna altijd aangewezen op coalitieregeringen en in de periode van de wederopbouw na de Eerste Wereldoorlog tot het begin van de Tweede Wereldoorlog kwam het zelfs vaak tot een samenwerkingsverband van de drie zogenaamde nationale partijen, de katholieken, de socialisten en de liberalen. In alle andere kabinetten tot de Tweede Wereldoorlog deden de katholieken met óf de liberalen óf de socialisten als partner mee. Andere partijen die zich in het interbellum manifesteerden waren het Vlaamsch Nationaal Verbond (VNV), dat steeds meer neigde naar het fascisme en het nationaalsocialisme, en de Communistische Partij van België (CPB: later KPB).
Het herstel van de economie kwam na 1925 weer goed op gang. Tot die tijd zorgde met name het voortdurende waardeverlies van de frank voor economische malaise. Het kabinet-Jaspar (1926-1927) liet de frank devalueren en deze muntontwaarding gaf de handel en de industrie sterke impulsen. Aan deze economische opgang kwam al snel een einde met de wereldcrisis van 1930 af. Deze crisis was een gevolg van de krach op de beurs van Wall Street in New York van oktober 1929. In 1931 waren er in België 79.000 werklozen, in 1934 zelfs 183.000. Een nieuwe devaluatie van de frank in 1935 zorgde voor een beperkte daling van de werkloosheid. Er bleven echter meer dan 160.000 werklozen. In de jaren tussen de beide wereldoorlogen werd ook de sociale wetgeving aangepakt en dat resulteerde onder andere in stakingsrecht (1921), een achturige werkdag (1921) en minimumloon (1936).
In 1925 sloot België zich aan bij de verdragen van Locarno, waardoor het in een ruimer systeem van collectieve veiligheid werd opgenomen. Nadat Duitsland de verdragen opgezegd had, keerde België weer terug naar een neutraliteitspolitiek. Ook nu kon echter niet voorkomen worden dat België in een volgende wereldoorlog terechtkwam.

## Tweede Wereldoorlog en de Koningskwestie
Op 10 mei 1940 vielen de Duitse troepen zonder oorlogsverklaring België binnen en op 28 mei capituleerde België. Koning Leopold III bleef in België, maar de ministers weken uit naar Frankrijk en later naar Londen. Het volledig bezette België kreeg ondertussen een militair bestuur. Na een aanvankelijk aarzelend begin breidde de van bij het begin ontstane verzetsbeweging zich na de winter van 1941 snel uit.
De Belgische economie werd door de nazi-Duitsland ingezet in de oorlogsvoering en er kwam een verplichte arbeidsdienst. Bij de collaborerende groepen en partijen hoorde een deel van het VNV, en vooral Rex, Vlaamse SS en DeVlag. Na de geallieerde doorbraak vanuit Normandië werd Brussel op 3 september 1944 bevrijd en een paar weken later praktisch geheel België. Na een korte Duitse tegenaanval in het Ardennenoffensief was de oorlog voor België voorbij.
De levensbeschouwelijke tegenstellingen staken alweer snel de kop op. De omstreden houding en eventuele terugkeer van Leopold III als koning leidden tot de zogenaamde Koningskwestie. Voeg daarbij de Vlaams-Waalse tegenstellingen en dit alles bracht België op de rand van een burgeroorlog. Deze kon alleen voorkomen worden door de troonsafstand van Leopold III in 1951 ten voordele van zijn zoon Boudewijn.
Economisch wist België zich snel te herstellen van de oorlog door onder andere het Marshallplan, de Benelux en ander Europese verbanden, de muntsanering van 1944 en het op dreef brengen van de steenkoolproductie en de relatief intact gebleven industriële infrastructuur.

## Periode koning Boudewijn I (1951-1993)
Na de Tweede Wereldoorlog veranderden alle grote partijen van naam. De Katholieke Partij werd de Christelijke Volkspartij (CVP), de BWP werd de Belgische Socialistische Partij (BSP) en de Liberalen vormden hun partij in 1961 om tot de Partij voor Vrijheid en Vooruitgang (PVV). Het Vlaams-nationalisme kwam in 1954 opnieuw in de politiek door de Volksunie (VU). In de jaren tachtig kwamen "groene" partijen als Agalev en Ecolo in het parlement en ook het Vlaams Blok.
De naamsveranderingen van de partijen was niet de enige wijziging. De grote politieke stromingen worden vaak door twee partijen vertegenwoordigd, een Vlaamse en een Franstalige. Door de controverse met betrekking tot taalgebonden onderwerpen ontstaan ook vaak tegenstellingen tussen de twee partijen op andere terreinen.
Na de oorlog werden er eerst twee regeringen van nationale eenheid gevormd. Na 1946 volgden vele coalitieregeringen met wisselende samenstellingen en kortstondig een eenpartijregering onder de CVP (1950-1954).

### Schoolstrijd
De schoolstrijd laaide weer op toen de socialistisch-liberale regering-Van Acker II de subsidiëring van vrij (katholiek) onderwijs terug schroefde. In 1958 werd het Schoolpact door de drie nationale partijen gesloten waardoor de rust in onderwijsland terugkeerde. Ondanks de economische vooruitgang bleven er veel mensen werkloos en pas vanaf 1959 trad daar verbetering in na de aangenomen Wet op de regionale expansie. Economische schaalvergroting, met name door de inwerkingtreding van de Europese Economische Gemeenschap, zorgde vanaf 1960 voor een periode van hoogconjunctuur. In 1966 werd er een tweede regionale expansiewet uitgevaardigd, die een nieuwe periode van hoogconjunctuur opleverde.

### Onafhankelijkheid van de koloniën
Aan het eind van de jaren 50 kreeg de onafhankelijkheidsidee in Belgisch-Kongo steeds duidelijker vorm. Onlusten in Leopoldstad dwongen de Belgische regering ertoe om het recht van Belgisch-Kongo op onafhankelijkheid te erkennen (13 januari 1959). Zonder noemenswaardige tegenstand van de regering werd Belgisch–Congo op 30 juni 1960 een zelfstandige staat. Meteen braken daar onlusten uit die België noopten tot een militaire interventie.
Het mandaat dat België na de Eerste Wereldoorlog over twee provincies van Duits Oost-Afrika, Urundi (Oeroendi) en Rwanda had gekregen, liep op 1 juli 1962 af en het gebied werd gesplitst in de onafhankelijke staten Rwanda en Burundi (Boeroendi). Op het buitenlandse vlak werd de Benelux geleidelijk in werking gesteld en sloot België zich aan bij diverse internationale organisaties zoals de West-Europese Unie, de NAVO en de Europese Gemeenschap voor Kolen en Staal (EGKS).

### Taalwetten
De Vlaamse beweging streefde na het interbellum naar het principe dat de streektaal de voertaal bepaalde. Daarvoor werden tienjaarlijkse talentellingen gehouden die de streektaal en dus het taalgebied moest bepalen. Ongeacht de mogelijkheid tot manipulatie, heerste de vrees dat de sociale status van het Frans de verfransing zou doen toenemen.
De sinds 1921 gehouden talentellingen knibbelden aan het Nederlandstalige taalgebied. Daarom streefde de Vlaamse Beweging naar een afschaffing van de talentellingen en de definitieve vaststelling van de taalgrens. De Vlaamse Beweging herstelde zich enigszins na de beëindiging van de schoolstrijd en daarna werden de Vlaams-Waalse verhoudingen weer aangepakt. Zo werd in 1962 de taalgrens vastgelegd en in 1963 de taalwetgeving herzien. De verkiezingen van 31 maart 1968 leverden veel zetelwinst op voor de regionalistische partijen.

### Staking van medici in 1964
In 1964 werd een staking van medici gehouden om de regering onder druk te zetten, die streefde naar de oprichting van een systeem van volksgezondheid (Wet Leburton). De staking duurde van 1 tot 18 april.
De leider van de stakers was de dokter André Wynen. Het protest had internationale repercussies, omdat er tijdens de staking verschillende sterfgevallen waren toe te schrijven aan het gebrek aan medische hulp.

### Crisis
In de jaren zeventig werd ook België getroffen door de internationale economische crisis en werd afgerekend op de verouderde economie. Een herstructurering van de textiel-, steenkool-, en staalindustrie was hard nodig.
De sluiting van vele bedrijven en het verlies van duizenden arbeidsplaatsen werd daarbij voor lief genomen. De werkloosheid groeide van 3,4% in 1972 tot 18,5% in 1983. Dit zorgde weer voor grote begrotingstekorten en een onophoudelijke toename van de staatsschuld.
De centrumrechtse regeringen-Martens voerden vanaf 1982 een streng saneringsbeleid om het begrotingstekort in te dammen en dat beleid begon op het einde van de jaren tachtig vruchten af te werpen: het begrotingstekort kon worden beperkt en de werkloosheid begon te dalen, mede dankzij de heroplevende conjunctuur.

### Staatshervormingen
Vanaf 1970 stond de politiek voornamelijk in het teken van de staatshervorming. Er volgde economische decentralisatie en met een grondwetsherziening kwam er een einde aan het unitaire België. België werd verdeeld in vier taalgebieden, drie cultuurgemeenschappen en drie gewesten. Het geheel van de staatshervorming strandde echter in oktober 1978 op Vlaams verzet en grondwettelijke bezwaren van de CVP, de partij van Wilfried Martens.
In 1980 werd de nieuwe grondwetsherziening alsnog doorgevoerd onder de zespartijenregering van Wilfried Martens. Hierdoor werd de gemeenschapsautonomie ruimer en werd de gewestvorming tot stand gebracht. Maar er rezen problemen over de staatshulp aan met name Waalse staalbedrijven en de taalkennis van politieke figuren in de Vlaamse faciliteitsregeringen. De kwestie rond burgemeester José Happart van Voeren leidde in de herfst van 1987 tot het aftreden van de regering en de regeringscrisis van december 1988 tot mei 1989. Dit alles was min of meer het sein om de verdere hervorming van de staat te vervroegen. Een nieuwe grondwetswijziging in 1988 gaf de gewesten en de gemeenschappen nog meer autonomie en financiële vrijheden. De parlementsverkiezingen zorgden voor grote verschuivingen binnen de Belgische politieke wereld. Alle grote partijen verloren zetels en de winst ging in Vlaanderen naar het Vlaams Blok en in Wallonië naar Ecolo.
Premier Martens werd opgevolgd door de christendemocraat Jean-Luc Dehaene die in 1992 een rooms-rood kabinet vormde. Het verminderen van de staatsschuld was de belangrijkste doelstelling. Het begrotingstekort van 1,3% was in 1998 zodanig teruggedrongen dat België opgenomen werd in de Europese Economische en Monetaire Unie.
Na een grondwetsherziening in 1993 werd België een federale staat waar de bevoegdheden verdeeld zijn over de federale staat, de gemeenschappen en de gewesten. Er kwamen rechtstreekse verkiezingen van de regionale parlementen. Het Brussels Hoofdstedelijk Gewest kreeg zijn statuut in 1989.

## Periode koning Albert II (1993-2013)
In 1993 overleed koning Boudewijn. Hij werd opgevolgd door zijn broer koning Albert II.
Bij de parlementsverkiezingen van 13 juni 1999 leden de regeringspartijen een grote nederlaag ten gevolge van de dioxinecrisis. Guy Verhofstadt, de voorzitter van de Vlaamse liberale partij VLD, werd tot formateur aangesteld en bracht een regering van liberalen, socialisten en groenen tot stand. Voor het eerst sinds 1958 werd er geregeerd zonder de CVP.
Tijdens de Kosovo-crisis in 1999 namen 600 Belgische paracommando’s deel aan Allied Harbour, de NAVO-operatie ter bescherming van de Kosovaarse vluchtelingen in Albanië. In datzelfde jaar vertrokken 1100 militairen naar Kosovo om deel te nemen aan KFOR, de NAVO-vredesmacht voor Kosovo.
In december 1999 kondigde de regering Verhofstadt aan om opnieuw een actief buitenlands beleid te voeren, vooral in Centraal-Afrika waar onder andere de oude kolonie van België, Congo, ligt.
Op 1 januari 1999 werd de euro ingevoerd en vanaf 1 januari 2002 werd de frank volledig door de euro vervangen.
Federaal premier waren achtereenvolgens Guy Verhofstadt (1999-2008), Yves Leterme (2008), Herman Van Rompuy (2008-2009), opnieuw Yves Leterme (2009-2011), Elio Di Rupo (2011-2014), Charles Michel (2014-2019), Sophie Wilmès (2019-2020), Alexander De Croo (2020).
Op 12 juli 2003 werd de federale regering-Verhofstadt II gevormd met de VLD/MR en sp.a/PS, zonder Agalev/Ecolo.
Na de verkiezingen van 10 juni 2007 werden achtereenvolgens Didier Reynders en Jean-Luc Dehaene aangesteld tot informateur. Beiden slaagden niet in hun opdracht omwille van de communautaire patstelling en de moeilijke relatie van de cdH van Joëlle Milquet met de MR van Didier Reynders. Vooral de Vlaamse vraag voor een verdere staatshervorming en een onvoorwaardelijke splitsing van het kiesarrondissement Brussel-Halle-Vilvoorde bemoeilijkten de taak van formateur Yves Leterme. Op donderdag 23 augustus 2007 heeft de formateur zijn ontslag aangeboden aan koning Albert, die het heeft aanvaard. Op 29 augustus 2007 heeft de koning na gesprekken met enkele ministers van staat de CD&V-er Herman Van Rompuy als 'verkenner' aangeduid om het communautaire veld te ontmijnen en om de regeringsonderhandelingen uit het slop te halen. Eind september werd Yves Leterme voor de derde keer formateur, maar begin november werden zijn formatiepogingen definitief van tafel geveegd, omdat cdH-leidster Joëlle Milquet weigerde te antwoorden op Letermes ultieme 3 vragen om door te gaan met de onderhandelingen. De eenzijdige goedkeuring van de splitsing van Brussel-Halle-Vilvoorde eerder die maand door de Vlaamse politici in de Kamercommissie had daar geen goed aan gedaan, net zomin als de daarop volgende alarmbelprocedure die de Walen wegens belangenvermenging inriepen.
Na Letermes ontslag kwam in december premier Guy Verhofstadt opnieuw op de proppen, die net voor Kerstmis een nieuwe interim-regering op de been bracht tot 23 maart met christendemocraten, liberalen en Franstalige socialisten, waarna de Regering-Leterme I eindelijk de eed kon afleggen.
Yves Leterme werd na zijn aftreden als premier in verband met de Fortiszaak tijdelijk opgevolgd door Herman Van Rompuy, maar nadat laatstgenoemde voorzitter van de Europese Raad was geworden, nam Leterme de post van premier weer over.
In december 2011 (meer dan 500 dagen na de verkiezingen van juni 2010) werd Elio Di Rupo federaal premier.

## Periode koning Filip (2013- )
Op de Belgische nationale feestdag, 21 juli 2013, werd prins Filip de zevende koning der Belgen.
Op 22 maart 2016 kende België een grote schok toen IS (de Iraakse terreurbeweging Islamitische Staat) twee aanslagen pleegde. De eerste vond plaats in de vertrekhal van de luchthaven in Zaventem, Brussels Airport. Er ontploften 2 spijkerbommen waarbij 14 doden vielen (inclusief de 2 daders) en bijna 100 mensen gewond raakten. De tweede aanslag vond plaats in het Brusselse metrostation Maalbeek. Die kostte het leven aan 21 personen (inclusief dader) en er raakten meer dan 100 mensen bij gewond. Naast deze twee grote aanslagen hebben er ook kleinere aanslagen plaatsgevonden.
In juli 2021 werd met name Wallonië getroffen door overstromingen als gevolg van aanhoudende regenbuien. Er vielen minstens 36 doden, en nog eens 163 mensen werden op 18 juli 2021 nog vermist. Verschillende huizen stortten in. Er zaten tot zo'n 20.000 mensen zonder elektriciteit en ook het drinkwater was vervuild. Het zwaarst getroffen was de provincie Luik, en vooral Pepinster, waar vele huizen werden weggespoeld. Na de ramp bezochten de koning en koningin Mathilde het stadje.